# Habenaria belloi
Habenaria belloi är en orkidéart som beskrevs av Rudolf Schlechter. Habenaria belloi ingår i släktet Habenaria och familjen orkidéer. Inga underarter finns listade i Catalogue of Life.